# Voula (Vorname)
Voula (griechisch Βούλα) ist ein weiblicher Vorname.

## Herkunft und Bedeutung
Voula ist eine vor allem im Griechischen verwendete Verkleinerungsform des Namens Paraskevi.

## Bekannte Namensträgerinnen
- Voula Papaioannou (1898–1990), griechische Fotografin
- Voula Zouboulaki (1924–2015), ägyptisch-griechische Schauspielerin